# Lac Fraser
Le lac Fraser est un lac du Québec (Canada) située dans la région de l'Estrie. Il est situé entièrement sur le territoire de la municipalité du canton de Orford. Le nom du lac a été nommé d'après un commissaire de la British American Land Company. Ses eaux bordent le parc national du Mont-Orford